# Zinse
Zinse (mundartlich ee da Zäinse) ist ein Ortsteil von Erndtebrück im Kreis Siegen-Wittgenstein in Nordrhein-Westfalen. Das Dorf hat etwa 130 Einwohner.

## Geographie

### Lage
Zinse liegt im westlichen Teil des Wittgensteiner Landes. In unmittelbarer Nähe befindet sich der Rothaarsteig.

### Nachbarorte
- Lützel (zu Hilchenbach)
- Erndtebrück
- Birkelbach
- Heinsberg

## Geschichte

### Hinweise auf frühere Dorfgründung
Im Jahr 1855 verfasste der Berleburger Theologe und Superintendent Dr. Friedrich Wilhelm Winckel (* 7. September 1804 in Berleburg; † 13. Dezember 1876 in Wittenberg/Elbe) sein Buch Aus dem Leben Ludwigs des Aelteren von Sayn, regier. Grafen zu Wittgenstein. Neben einer kurzen Abhandlung über die Chronik des Hauses Wittgenstein liegt das Hauptaugenmerk des Verfassers auf der Lebensgeschichte des Grafen Ludwig I., der am 7. Dezember 1532 auf Schloss Wittgenstein geboren wurde und nach einem erfüllten Leben am 2. Juli 1605 in Altenkirchen verstarb. Dr. Winckel schildert, dass er jahrelang fast vergeblich im Schlossarchiv forschte, bis sein Kollege, Pfarrer Koppen sieben Hefte eigenhändiger Manuskripte in der fürstlichen Bibliothek fand, die eindeutig von Ludwig dem Älteren stammten. Dr. Winckel fertigte aus diesen wertvollen historischen Aufzeichnungen eine bemerkenswerte Bibliografie, indem er die Tagebuchnotizen Ludwigs in sein Buch übernahm. Beim Lesen dieses Buches fiel ein Passus auf, der Bedeutung für die Dorfgeschichte von Zinse haben könnte:
Graf Ludwig begann sein Tagebuch am 25. Oktober 1559.
Die gräfliche Eintragung vom 2. Mai 1560 lautet: „Den 2. Mai vor dem Essen bin ich nach der Röspe gereist, um das benachbarte Gehöft, die Zinse, zu besuchen, wegen dessen zwischen den Bewohnern und denen von Birkelbach und unserem Landgut Röspe Streit ist. Weil aber aller Anfang schwer ist, so habe ich beschlossen, die Sache noch auf sich beruhen zu lassen, bis ich genauere Kenntnis des Einzelnen werde erlangt haben.“
Dorfjubiläen orientieren sich an der ersten urkundlichen Erwähnung eines Ortes. Insofern bezieht sich das Dorf Zinse auf den ersten Kanonbrief, ausgestellt für die bisher bekannten ersten drei Siedler Johannes Weber, Johann Simon Wagener und Christian König im Jahre 1708. Nach dieser Lesart wurde Zinse im Jahr 2008 dreihundert Jahre alt. Folgt man jedoch der Überlieferung aus dem Tagebuch Ludwig des Älteren, so existierte bereits 1560 ein Gehöft in Zinse, welches damals in Grenzstreitigkeiten verwickelt zu sein schien. Insofern ist die Besiedlung von Zinse deutlich älter als bisher bekannt und das Dorf hätte bereits im Jahr 2010 sein 450. Jubiläum feiern können.

### Jüngere Geschichte
Zinse ist ein noch recht junger Ort. Im Jahre 1708 begann die Besiedelung mit dem Anlegen von drei Canongütern. Die ersten Siedler waren Köhler. Die waldreiche Region bot die besten Voraussetzungen für das Köhlerhandwerk. Zinse gehörte seit 1731 zum Feudinger Viertel. 1760 zählte Zinse schon 6 Güter. Ab 1819 gehörte der Ort zum Schultheißenbezirk Erndtebrück; 1845 zum Amt Erndtebrück. Ab dem Jahr 1828 wurde versucht, einen geregelten Schulunterricht durchzuführen. In den Jahren von 1908 bis 1910 wurde die Dorfschule erbaut. Sie ist heute noch erhalten und es findet in zweiwöchigem Abstand dort ein Gottesdienst statt. Der Ort gehört seit der Gebietsreform, die am 1. Januar 1975 in Kraft trat, zur Gemeinde Erndtebrück und war bis zur Eingemeindung (§ 20 Sauerland/Paderborn-Gesetz) eine selbstständige Gemeinde im damaligen Kreis Wittgenstein. Im Jahre 2008 feierte Zinse sein 300-jähriges Bestehen.

### Einwohnerentwicklung
- 1850: 098 Einwohner in 12 Häusern
- 1900: 092 Einwohner
- 1961: 089 Einwohner[1]
- 1970: 104 Einwohner[1]
- 1974: 107 Einwohner[2]
- 1992: 125 Einwohner[3]
- 1995: 127 Einwohner
- 1997: 143 Einwohner
- 2000: 135 Einwohner
- 2002: 137 Einwohner
- 2005: 145 Einwohner
- 2007: 143 Einwohner
- 2008: 140 Einwohner
- 2010: 141 Einwohner
- 2012: 133 Einwohner